# Cristianització d'Escandinàvia
El procés de cristianització d'Escandinàvia va tenir lloc entre els segles viii i xiii, quan els regnes escandinaus: Dinamarca, Noruega i Suècia, varen establir llurs pròpies arxidiòcesis, que depenien directament del papa, el 1103, 1154 i el 1164 respectivament. La conversió al cristianisme dels escandinaus va requerir més temps, ja que afegia esforços addicionals per establir esglésies. El poble lapó va mantenir-se fora d'aquest procés fins al segle xviii.
De fet, tot i que els escandinaus ja eren nominalment cristians, fou precís un temps considerablement més llarg perquè les creences cristianes reals s'instal·lessin entre la població. Les antigues tradicions indígenes que havien proporcionat seguretat i estructurat la societat des de feia segles foren desafiades per ideals que no els eren familiars, com el pecat original, l'Encarnació i la Santíssima Trinitat. Excavacions arqueològiques a llocs de sepulcres a l'illa de Lovön, prop de l'actual Estocolm, mostraren que la cristianització real de la població fou lenta i va durar entre 150 i 200 anys, en una zona central de Suècia. Tot d'inscripcions rúniques del segle xiii a Bergen (Noruega) mostren poca influència cristiana, i una d'elles implora a una Valquíria.
La pervivència en el folklore escandinau de molts elements de l'antiga fe fins temps moderns poden ser un signe de la lentitud del procés de cristianització. Encara més, durant l'alta edat mitjana, el papat no s'havia manifestat encara com l'autoritat central catòlica, i això va permetre el desenvolupament de variants regionals del cristianisme. Per als estudiosos, la imatge d'un Crist victoriós en l'art germànic de l'alta edat mitjana ha suggerit que els missioners cristians varen presentar Jesús com una figura de força i sort, i que possiblement el Llibre de la Revelació, en què es presenta Crist com vencedor davant de Satan, jugués un paper central en l'expansió del cristianisme entre els vikings.

## La missió d'Hamburg-Bremen

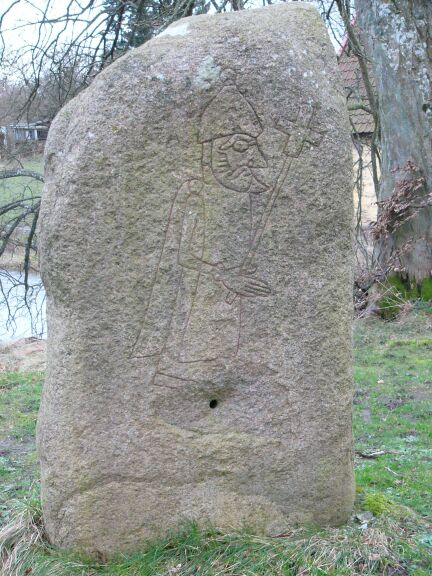
La imatge de pedra de Sövestad a Escània mostra a un home portant una creu.

Els primers treballs missioners dels quals es té constància a l'actual Dinamarca començaren amb Willibrord, que predicà a Schleswig, aleshores en territori danès. Tot el que se'n sap és que va partir de Frísia cap al nord en algun moment entre el 710 i el 718, durant el regnat d'Agantyr. Agantyr és descrit com esmunyedís com una bèstia i dur com el granit. Willibrord i els seus companys van tenir poc èxit: el rei es mostrà respectuós, però poc interessat a canviar de creences. Això no obstant, va permetre que 30 joves acompanyessin Willibrord de tornada a Frísia. Potser la intenció del missioner fos la d'educar aquests joves i reclutar-los per a la tasca de dur el cristianisme als 'salvatges' danesos. Un segle després, Ebbo de Reims i Willerich, més endavant bisbe de Bremen, va batejar unes poques persones durant la seva visita a Dinamarca el 823. Willibrord va tornar a Dinamarca en unes altres dues ocasions, però encara sense èxit.
El 826, Harald Klak, rei de Jutlàndia, fou expulsat de Dinamarca per Horik I, un altre monarca danès. Harald va cercar refugi a la cort germana de l'emperador Lluís I el Pietós, a qui sol·licità ajut per recuperar el seu regne. Lluís I va oferir-li el títol de duc de Frísia a canvi d'abandonar els vells déus. Harald hi accedí, i ell i la seva família, amb uns altres 400 danesos, foren batejats a Ingelheim am Rhein. Quan Harald tornà finalment a Jutlàndia, Lluis i Ebbo de Remis van enviar amb ells Anscari perquè supervisés els nous conversos. Quan Harald fou novament expulsat per Horik, Anscari abandonà Dinamarca i enfocà tots els seus esforços cap als suecs. Així doncs, va arribar a Birka el 829 on va establir una petita comunitat cristiana. El seu convers més important fou Herigar, descrit com el prefecte de la ciutat i conseller reial. El 831 fou fundada l'arxidiòcesi d'Hamburg, a la qual va ser assignada la tasca d'evangelitzar Escandinàvia.
Horik I va saquejar Hamburg el 845, on Anscari era arquebisbe. La seu de l'arxidiòcesi fou traslladada a Bremen. Aquell mateix any, un aixecament pagà a Birka va acabar amb el martiri de Nithard i obligà el bisbe missioner Gaubert a fugir-ne. Anscari va tornar a Birka el 854 i a Dinamarca el 860 per refer els èxits de les seves primeres visites. A Dinamarca aconseguí guanyar-se la confiança de l'aleshores rei Horik II, que va concedir-li terrenys a Hedeby (proto-ciutat que va ser reemplaçada per Schleswig) per a la construcció de la primera capella cristiana. Una segona església va alçar-se pocs anys després a Ribe, a la costa occidental danesa. Ribe era una important ciutat comercial, i el 948 fou declarada seu de la diòcesi de Dinamarca Meridional, creada aquell mateix any i depenent de l'arxidiòcesi d'Hamburg-Bremen. El seu primer bisbe, Sant Leofdag, fou assassinat quan creuava el riu Ribe.
La supremacia de l'arxidiòcesi sobre la vida eclesiàstica del nord va declinar gradualment a mesura que el papat, sobretot a partir de Gregori VII, va implicar-se més intensament en la zona. Un pas important en aquesta direcció fou la fundació d'un arquebisbat específic per a Escandinàvia a Lund el 1103-1104.

## Dinamarca
El Cristianisme va estendre's per Dinamarca de manera intermitent. Els danesos varen conèixer els cristians durant els atacs vikings del segle ix al xi. Els danesos tenien encara una organització tribal en el sentit que els cabdills locals determinaven l'actitud envers la religió del seu poble i parents. Els esclaus cristians fets presoners i les futures dones que portaven de les incursions vikingues permeteren als danesos conèixer el cristianisme per primer cop.
A mesura que els caps i reis danesos s'implicaven en la política de Normandia, Anglaterra, Irlanda, França i Alemanya, foren adoptant una actitud més amable envers els súbdits cristians. En alguns casos la conversió de reis i nobles sembla que fou una decisió exclusivament política per tal d'assegurar-se una aliança o prevenir un atac dels seus veïns cristians. Hi ha exemples de com la conversió d'un poderós jarl era seguida per la conversió massiva dels seus seguidors. En pocs casos la conversió es devia a actes miraculosos realitzats pels sants cristians en presència del rei o d'altres personatges importants.
Els missioners cristians van adonar-se ràpidament que els danesos no adoraven ídols de pedra o fusta com feien els germans septentrionals o alguns suecs. No els calia destruir una imatge per provar la superioritat de Crist. Els grans enclavaments religioss de Viborg, Leira, Lund i Odense eren també el lloc de les grans reunions. Els emplaçaments se situaven amb freqüència a la vora de deus sagrats o turons aïllats. Els missioners es limitaren a sol·licitar permís per edificar capelles en aquests llocs. Amb el pas del temps, això va permetre que el caràcter sagrat del lloc es transferís a les esglésies.
Àdhuc abans de convertir-se, els danesos començaren a fusionar tots dos sistemes de creences. Les famílies que vivien prop de la terra no volien ofendre els esperits locals, així que els deixaven ofrenes als llocs sagrats tradicionals i els déus sagrats eren consagrats a algun dels sants locals associats. Els missioners cristians foren capaços d'acompanyar el procés aixecant llurs esglésies prop dels llocs sagrats, en alguns casos fins i tot fent servir fusta procedent de l'antic emplaçament. Elements pagans també van començar a associar-se ràpidament al cristianisme, com el martell de Thor, que fou assimilat ràpidament a la creu.
Hi ha diversos sants danesos, canonitzats per bisbes natius segons el costum a l'antiga Escandinàvia o reverenciats com a sants pels habitants d'aquestes terres. Amb freqüència, la veneració es devia a fites associades a l'evangelització del país. Viborg té Sant Kield, Aarhus Sant Niels, Odense Sant Canut… D'altre sants foren Canut Lavard, Anscari de Bremen, Teodoric de Vestervig, Sant Wilhelm, Sant Leofdag de Ribe i d'altres que van dedicar llurs vides a la tasca d'evangelització de Dinamarca.
El rei Gorm el Vell, conegut durant el seu regnat com Gorm el Durment, fou el primer rei de tot Dinamarca. Fins aleshores els reis danesos eren reis locals sense influència sobre tot el país. Dinamarca estava formada per Jutlàndia i Slesvig i Holstein fins al riu Eider, les illes de Sjælland, Fiònia, Langeland, les illes menors properes i el sud de Suècia. Es deia que Gorm era dur i pagà, però la influència de la reina Thyra va permetre als cristians viure amb relativa tranquil·litat. Gorm i el fill de Thyra, el rei Harald I de Dinamarca (911-986) es vanaven en una de les pedres de Jelling d'haver fet cristians els danesos.
El primer rei danès a convertir-se al Cristianisme fou Harald Klak, que es feu batejar durant el seu exili per obtenir el suport de l'emperador Lluís I el Pietós.
El Cristianisme només va començar a fer-se fort a Dinamarca després del bateig de Harald I. Tot i que al començament Harald va continuar sent pagà, va permetre la predicació pública dels missioners cristians ja el 935. Cap als volts del 960 va convertir-se al Cristianisme, suposadament quan el monjo frisi Poppo va sostenir un ferro roent a la mà sense ferir-se. La filla de Harald, Gunhilde, i el seu fill, Sven Tveskæg, van ser també batejats. Va haver-hi aleshores una motivació política per a la conversió, les històries germanes mostren Harald batejant-se en presència de l'emperador Otó I, padrí de Sven. Una conseqüència d'aquesta conversió és que els reis danesos abandonaren l'antic enclavament reial de Jelling i s'instal·laren a Roskilde, a l'illa de Selàndia.
Sven va rebel·lar-se contra el seu pare, que va malgastar molt de temps i diners aixecant una gran pedra a Jelling commemorant les seves fites. Diuen les llegendes que el rei Harald va preguntar a un viatger si mai havia vist algú moure un pes tan descomunal, i va respondre-li He vist en Sven enduent-se tot Dinamarca davant teu. Jutgeu vós mateix qui dels dós duu la càrrega més feixuga. Harald abandonà la pedra al camí, adonant-se que Sven havia estat a punt de robar-li el regne. Després de diverses batalles, la rebel·lió va aigualir-se, però el 985 Harald va quedar mortalment ferit per una fletxa. Les seves restes foren enterrades a la petita església de fusta de Roskilde, que avui dia formen part dels fonaments d'un dels pilars de la Catedral de Roskilde.
Sven va tractar d'aconseguir que l'església danesa quedés fora de la influència del Sacre Imperi Romanogermànic. Fou acusat d'abjurar de la fe cristiana i de perseguir els cristians anglesos. En realitat, però, Svend va donar terreny a la gran Catedral de Lund perquè pogués mantenir-se, tot i que el seu exèrcit va destruir esglésies cristianes a Anglaterra com a part de la seva invasió després de la massacre de danesos que va tenir lloc el dia de Sant Brice durant el regnat d'Etelred l'Indecís. En convertir-se en rei d'Anglaterra i Dinamarca, però, va adoptar una actitud suau envers l'Església que s'havia enfrontat a ell a Dinamarca.
Una altra influència cristianitzadora fou l'emigració massiva de danesos a Anglaterra i Normandia durant l'era vikinga. Milers d'aquests danesos van establir-se a l'est de l'Anglaterra central i al nord de França, desplaçant o mesclant-se amb els habitants cristians d'aquells territoris. Un cop que part d'una tribu danesa es feia cristiana, normalment la visió de la resta del grup envers el Cristianisme es feia més entenedora.
A començaments del segle xi, durant el regnat de Canut IV, es pot dir que Dinamarca ja era un país cristià. Sant Canut fou assassinat a l'església de Sant Albà el 1086 després que tant nobles com camperols es rebel·lessin contra seu per la seva decisió de fer pagar el delme als nous monestirs i institucions eclesiàstiques introduïdes a Dinamarca durant el seu regnat. Tant les institucions com els imposts es consideraren influències estrangeres, i la negativa de Canut a fer servir les assemblees regionals tradicionals per aprovar noves lleis va provocar no només el seu assassinat, sinó també el del seu germà, el príncep Benet, i el d'uns altres disset nobles. En molts aspectes, la canonització de Sant Canut el 1188 assenyala el triomf del Cristianisme. Quan les restes de Sant Canut van ser traslladades a la Catedral d'Odense, tota la nació va deixar dejunar durant tres dies en senyal de penitència. Tot i que no era el primer danès que va ser canonitzat, sí que era el primer rei: el símbol d'una Dinamarca unida era reconegut com un exemple digne de veneració per als creients.
D'aleshores ençà i fins a 1536, quan Dinamarca va esdevenir un país luterà on el rei era el cap de l'Església Nacional Danesa, la lluita entre el rei i els nobles i l'Església va marcar el curs de la nova història de Dinamarca.

## Noruega
Els primers intents de la cristianització de Noruega es remunten al regnat de Haakon el Bo (934-961), que havia estat educat a Anglaterra. Els seus esforços foren impopulars i va tenir poc d'èxit. El seu successor, Harald II (961-976), també cristià, és conegut per haver destruït nombrosos temples pagans, però no pels seus esforços per popularitzar el cristianisme en territori noruec.
Fou succeït pel jarl de Lade, Håkon Sigurdsson, de conviccions fortament paganes (971-995) que va obrir un període de renaixement del paganisme i va reconstruir els temps anteriorment destruïts. Quan Harald Blåtand de Dinamarca va intentar imposar-li el Cristianisme al voltant del 975, Haakon va trencar l'aliança, i una força invasora danesa fou derrotada en la batalla de Hjörungavágr el 986.
El 995, Olaf Tryggvason va ser proclamat rei de Noruega. Olaf I ja havia pres part en nombroses guerres i saquejat diverses ciutats europees. El 986, tanmateix, va trobar-se amb un profeta a les illes Scilly, que va anunciar-li:
Sereu un rei reanomenat, i acomplireu celebrades fites. Molts homes duran la fei i el bateig, i per al vostre bé i per al d'altres; i vós no dubtareu de la veritat d'aquesta resposta, escolteu. Quan torneu al vostre vaixell, molts dels vostres homes conspiraran contra vostre, i hi haurà una batalla en què molts cauran, i sereu ferit gairebé de mort, i traslladat sobre un escut al vostre vaixell; tot i que després de set dies guariran les vostres ferides i immediatament us deixareu ser batejat.
La llegenda continua dient que, tal com va predir el profeta, va desencadenar-se un motí al vaixell durant la seva tornada. Tan aviat com va recuperar-se de les ferides, Olaf va demanar ser batejat i va deixar d'atacar ciutats cristianes, va establir-se a Anglaterra i a Irlanda. El 995 va aprofitar una oportunitat per tornar a Noruega, on havia esclatat una revolta contra Haakon Jarl. Olaf va aconseguir convèncer els rebels perquè l'acceptessin com a rei. Haakon fou posteriorment traït i assassinat pel seu propi esclau Tormod Kark mentre s'amagava.
Olaf I feu de la conversió del país la seva prioritat, fent servir tots els mitjans de què disposava. Va destruir temples i torturar i assassinar pagans, bo i aconseguint convertir Noruega al Cristianisme, almenys nominalment. Segons les sagues reials, Olaf va dur el Cristianisme fins a les illes Fèroe, les Òrcades, les Shetland, Islàndia i Groenlàndia.
Després de ser derrotat en la batalla de Svolder l'any 1000, Noruega va viure un declivi parcial en el paganisme durant el govern dels Jarls de Lade. Amb el regnat d'Olaf II de Noruega (1015-1028), però, les restes paganes foren eliminades i el Cristianisme assegurat.
Nicolau Breakspeare, el futur Papa Adrià IV, va visitar Noruega entre el 1152 i el 1154. Durant la seva visita va aprovar l'estructura eclesiàstica de Noruega. La butlla papal que confirmava l'establiment d'una arxidiòcesi noruega a Trondheim va tenir data el 30 de novembre de 1154.

## Islàndia
Es diu que els Papar, un grup de monjos irlandesos ja varen visitar Islàndia abans de la seva colonització per part de nòrdics durant el segle ix.
Després que Olaf I prengués irlandesos com a ostatges, va haver-hi tensions entre les faccions cristianes i paganes a la Islàndia del segle x. Els enfrontaments violents van evitar-se gràcies a la decisió que va prendre l'Alþingi l'any 1000 de posar l'arbitratge de les disputes en mans de Þorgeir Ljósvetningagoði, líder de la facció pagana. Després d'un dia i d'una nit de meditació, va decidir que el país havia de convertir-se al Cristianisme, però que es permetés el paganisme en la vida privada.

## Suècia

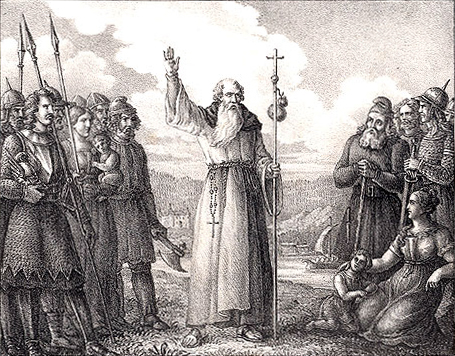
Primers intents d'Anscari ja a la dècada de 830.

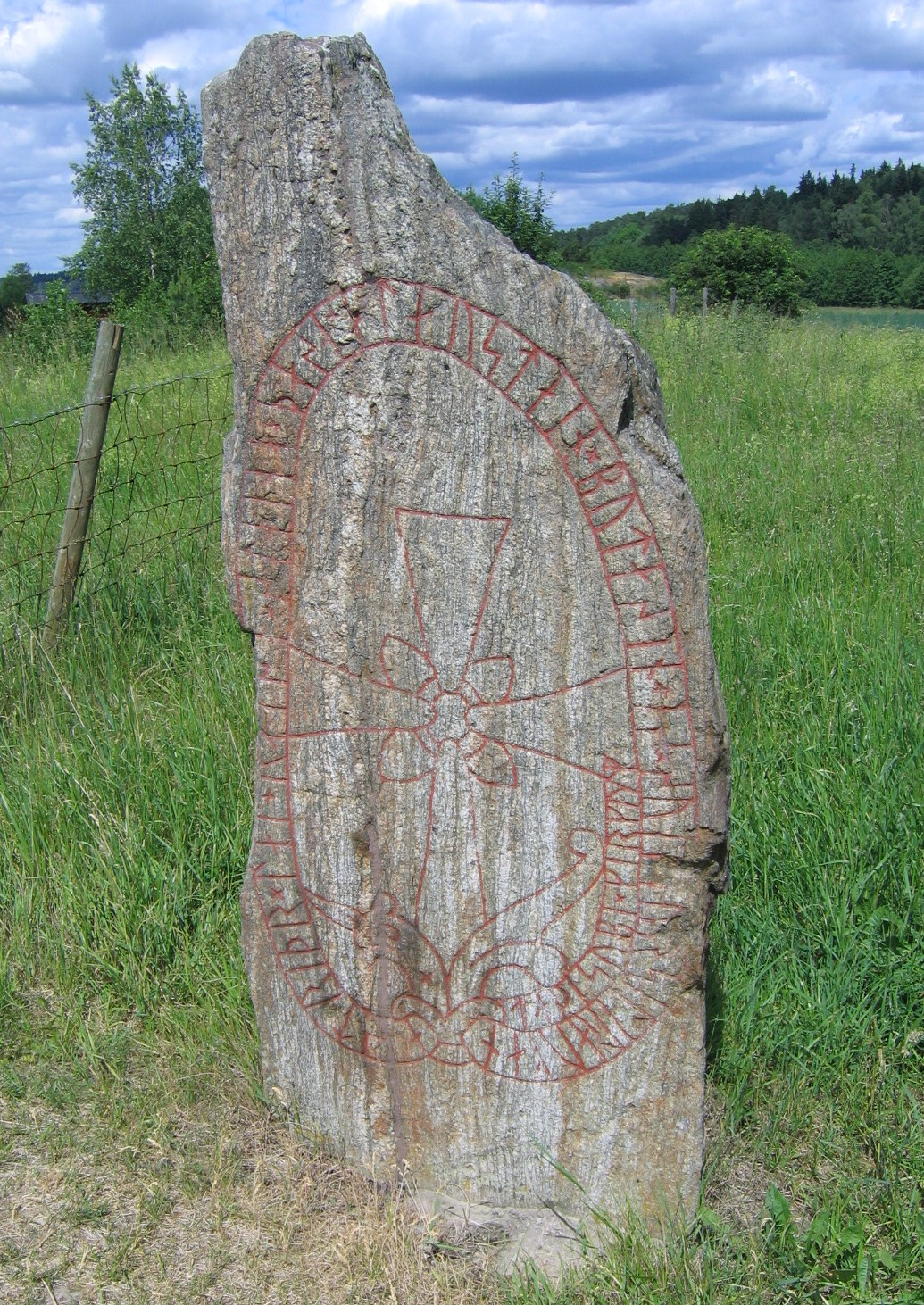
Pedra rúnica de Broby en memòria d'un primitiu convers que peregrinà a Jerusalem.

Els primers intents de cristianització a Suècia els va fer Anscari el 830, quan havia estat convidat pel rei suec Björn at Haugi. Va construir una església a Birka, però no gaires suecs van mostrar-hi interès. Un segle després, Unni, arquebisbe d'Hamburg, va realitzar un altre intent, també sense èxit. El segle x, tot de missioners anglesos van fer incursions a Västergötland.
El tractat Gesta Hammaburgensis ecclesiae pontificum, obra d'Adam de Bremen, menciona l'existència d'un temple pagà a Uppsala, a la Suècia central. La fiabilitat de la descripció d'Adam del centre religiós de Gamla Uppsala ha estat qüestionada seriosament, tot i que l'estatus d'Uppsala com a centre de culte precristià està documentat, la narració d'Adam no ha pogut ser confirmada per evidències arqueològiques. Les presumptes edificacions de culte que han estat excavades no es corresponen amb la descripció d'Adam d'un temple, com ell va descriure, totalment cobert d'or.
Els participants en els cultes d'Uppsala van arribar a un acord de mútua tolerància amb Olaf Skötkonung, el primer rei cristià de Suècia, que va ascendir al tron a la dècada de 990. Pressumiblement, Olaf "no estava en una situació prou poderosa com per obligar violentament la conversió al Cristianisme" a Uppland. En canvi, va establir una seu episcopal a Västergötland, prop de la seva fortalesa d'Husaby al voltant de l'any 1000. Una altra seu va ser establerta pel rei Stenkil a Sigtuna a la dècada dels 60, segons Adam de Bremen. "Aquesta seu fou traslladada a Gamla Uppsala probablement en algun moment entre el 1134 i el 1140." Això pot tenir com a causa la importància d'Uppsala com antiga residència reial, però "pot haver estat inspirat per un desig de mostrar que la resistència al Cristianisme a Uppland havia estat derrotada." Tot i així, el 1164 va establir-se una arxidiòcesi per a Suècia amb seu a Uppsala.
Les fonts històriques d'aquest període no són gaire abundants. El que pot haver estat un dels més violents enfrontaments entre cristians i pagans va tenir lloc entre Blot-Sven i Inge el Vell a la dècada de 1080. La narració que ha arribat a l'actualitat a través de la saga Orkneyinga i de l'últim capítol de la saga Hervarar, on es passa successivament de la història llegendària als esdeveniments històrics del segle anterior a la seva compilació. El rei Inge va decidir acabar amb els sacrificis pagans tradicionals d'Uppsala, i la reacció popular no va trigar a fer-se notar. Exiliat, el seu cunyat Blot-Sven fou proclamat rei amb la condició que permetés els sacrificis. Tres anys després, Inge va tornar d'amagat a Suècia, el 1087, i després d'arribar a Gamla Uppsala, va envoltar el saló de Blot-Sven amb els seus huscarls i va calar-li foc, bo i assassinant el rei quan intentava fugir de l'edifici. La saga de Hervarar narra que Inge completà la cristianització dels suecs, però la Heimskringla suggereix que Inge no pogué assumir el poder directament, sinó que va haver de comptar amb un altre rei pagà, Erik Årsäll.
Segons M.G. Larsson, la raó de la coexistència entre paganisme i Cristianisme durant el segle xi fou el suport general en favor d'una transició envers una nova religió. Tanmateix, els antics rites van seguir conservant llur importància de cara als processos legals, i si algú qüestionava els vells costums, molts dels nous cristianitzats suecs podien reaccionar en favor del paganisme. Larsson postula que, conseqüentment, la vacil·lació entre paganisme i Cristianisme que apareix a les sagues i a les narracions d'Adam de Bremen no fou gaire diferent de les incerteses i problemes que apareixen als canvis ideològics actuals. Hauria estat impossible per a Inge el Vell governar com a rei cristià sense el suport dels seus súbdits, i la invasió de Magne III de Noruega va posar a prova les relacions d'Inge amb ells. El rei aconseguí reunir un exèrcit format per 3.600 homes i expulsar la força invasora.
Tot i que Suècia fou cristianitzada oficialment el segle xii, el rei noruec Sigurd I de Noruega va emprendre una croada contra Småland al sud-est de Suècia per, almenys oficialment, convertir la població local.